# Fed Cup 2011 Zona Americana Gruppo I - Pool B
Il Pool B della zona Americana Gruppo I nella Fed Cup 2011 è uno dei due gruppi in cui è suddiviso il Gruppo I della zona Euro-Africana. Quattro squadre si sono scontrate nel formato round robin. (vedi anche Pool A)
|   | Pool B         | Colombia (bandiera) | Brasile (bandiera) | Cile (bandiera) | Messico (bandiera) |
| 1 | Colombia (3-0) |                     | 2-1                | 3-0             | 3-0                |
| 2 | Brasile (2-1)  | 1-2                 |                    | 2-1             | 3-0                |
| 3 | Cile (1-2)     | 0-3                 | 1-2                |                 | 2-1                |
| 4 | Messico (0-3)  | 0-3                 | 0-3                | 1-2             |                    |

## Colombia vs. Messico
| Colombia 3 | Tenis Club Argentino, Buenos Aires, Argentina 2 febbraio 2011 terra rossa outdoor | Tenis Club Argentino, Buenos Aires, Argentina 2 febbraio 2011 terra rossa outdoor | Messico 0 |     |     |  |
| \| \| \| \| 1 \| 2 \| 3 \| \| \| - \| \| -------------------------------------------------------------------- \| --- \| --- \| --- \| \| \| 1 \| \| Catalina Castaño Nazari Urbina \| 6 1 \| 6 3 \| \| \| \| 2 \| \| Mariana Duque Mariño Ximena Hermoso \| 4 6 \| 6 0 \| 6 3 \| \| \| 3 \| \| Karen Castiblanco / Mariana Duque Mariño Laila Abdala / Nadia Abdala \| 3 6 \| 6 3 \| 6 2 \| \| |                                                                                   |                                                                                   |           |     |     |  |
| |                                                                                   |                                                                                   | 1         | 2   | 3   |  |
| 1 | Colombia (bandiera) · Messico (bandiera)                                          | Catalina Castaño Nazari Urbina                                                    | 6 1       | 6 3 |     |  |
| 2 | Colombia (bandiera) · Messico (bandiera)                                          | Mariana Duque Mariño Ximena Hermoso                                               | 4 6       | 6 0 | 6 3 |  |
| 3 | Colombia (bandiera) · Messico (bandiera)                                          | Karen Castiblanco / Mariana Duque Mariño Laila Abdala / Nadia Abdala              | 3 6       | 6 3 | 6 2 |  |

## Brasile vs. Cile
| Brasile 2 | Tenis Club Argentino, Buenos Aires, Argentina 2 febbraio 2011 Terra rossa outdoor | Tenis Club Argentino, Buenos Aires, Argentina 2 febbraio 2011 Terra rossa outdoor | Cile 1 |     |     |  |
| \| \| \| \| 1 \| 2 \| 3 \| \| \| - \| \| --------------------------------------------------------------------------- \| --- \| --- \| --- \| \| \| 1 \| \| Roxane Vaisemberg Andrea Koch-Benvenuto \| 7 5 \| 7 5 \| \| \| \| 2 \| \| Ana-Clara Duarte Camila Silva \| 7 5 \| 6 1 \| \| \| \| 3 \| \| Maria Fernanda Alves / Teliana Pereira Andrea Koch-Benvenuto / Camila Silva \| 6 1 \| 1 6 \| 2 6 \| \| |                                                                                   |                                                                                   |        |     |     |  |
| |                                                                                   |                                                                                   | 1      | 2   | 3   |  |
| 1 | Brasile (bandiera) · Cile (bandiera)                                              | Roxane Vaisemberg Andrea Koch-Benvenuto                                           | 7 5    | 7 5 |     |  |
| 2 | Brasile (bandiera) · Cile (bandiera)                                              | Ana-Clara Duarte Camila Silva                                                     | 7 5    | 6 1 |     |  |
| 3 | Brasile (bandiera) · Cile (bandiera)                                              | Maria Fernanda Alves / Teliana Pereira Andrea Koch-Benvenuto / Camila Silva       | 6 1    | 1 6 | 2 6 |  |

## Colombia vs. Cile
| Colombia 3 | Tenis Club Argentino, Buenos Aires, Argentina 3 febbraio 2011 terra rossa outdoor | Tenis Club Argentino, Buenos Aires, Argentina 3 febbraio 2011 terra rossa outdoor | Cile 0 |      |   |  |
| \| \| \| \| 1 \| 2 \| 3 \| \| \| - \| \| ---------------------------------------------------------------------- \| --- \| ---- \| - \| \| \| 1 \| \| Catalina Castaño Andrea Koch-Benvenuto \| 6 4 \| 7 64 \| \| \| \| 2 \| \| Mariana Duque Mariño Camila Silva \| 6 3 \| 6 3 \| \| \| \| 3 \| \| Karen Castiblanco / Mariana Duque Mariño Fernanda Brito / Camila Silva \| 6 4 \| 6 4 \| \| \| |                                                                                   |                                                                                   |        |      |   |  |
| |                                                                                   |                                                                                   | 1      | 2    | 3 |  |
| 1 | Colombia (bandiera) · Cile (bandiera)                                             | Catalina Castaño Andrea Koch-Benvenuto                                            | 6 4    | 7 64 |   |  |
| 2 | Colombia (bandiera) · Cile (bandiera)                                             | Mariana Duque Mariño Camila Silva                                                 | 6 3    | 6 3  |   |  |
| 3 | Colombia (bandiera) · Cile (bandiera)                                             | Karen Castiblanco / Mariana Duque Mariño Fernanda Brito / Camila Silva            | 6 4    | 6 4  |   |  |

## Brasile vs. Messico
| Brasile 3 | Tenis Club Argentino, Buenos Aires, Argentina 3 febbraio 2011 Terra rossa outdoor | Tenis Club Argentino, Buenos Aires, Argentina 3 febbraio 2011 Terra rossa outdoor | Messico 0 |     |   |  |
| \| \| \| \| 1 \| 2 \| 3 \| \| \| - \| \| --------------------------------------------------------------- \| --- \| --- \| - \| \| \| 1 \| \| Maria Fernanda Alves Nazari Urbina \| 6 3 \| 6 3 \| \| \| \| 2 \| \| Ana-Clara Duarte Ximena Hermoso \| 6 0 \| 6 3 \| \| \| \| 3 \| \| Roxane Vaisemberg / Teliana Pereira Laila Abdala / Nadia Abdala \| 6 1 \| 6 1 \| \| \| |                                                                                   |                                                                                   |           |     |   |  |
| |                                                                                   |                                                                                   | 1         | 2   | 3 |  |
| 1 | Brasile (bandiera) · Messico (bandiera)                                           | Maria Fernanda Alves Nazari Urbina                                                | 6 3       | 6 3 |   |  |
| 2 | Brasile (bandiera) · Messico (bandiera)                                           | Ana-Clara Duarte Ximena Hermoso                                                   | 6 0       | 6 3 |   |  |
| 3 | Brasile (bandiera) · Messico (bandiera)                                           | Roxane Vaisemberg / Teliana Pereira Laila Abdala / Nadia Abdala                   | 6 1       | 6 1 |   |  |

## Colombia vs. Brasile
| Colombia 2 | Tenis Club Argentino, Buenos Aires, Argentina 4 febbraio 2011 terra rossa outdoor | Tenis Club Argentino, Buenos Aires, Argentina 4 febbraio 2011 terra rossa outdoor | Brasile 1 |      |   |  |
| \| \| \| \| 1 \| 2 \| 3 \| \| \| - \| \| ------------------------------------------------------------------------- \| --- \| ---- \| - \| \| \| 1 \| \| Catalina Castaño Maria Fernanda Alves \| 6 0 \| 7 65 \| \| \| \| 2 \| \| Mariana Duque Mariño Ana-Clara Duarte \| 4 6 \| 4 6 \| \| \| \| 3 \| \| Catalina Castaño / Karen Castiblanco Ana-Clara Duarte / Roxane Vaisemberg \| 6 3 \| 7 5 \| \| \| |                                                                                   |                                                                                   |           |      |   |  |
| |                                                                                   |                                                                                   | 1         | 2    | 3 |  |
| 1 | Colombia (bandiera) · Brasile (bandiera)                                          | Catalina Castaño Maria Fernanda Alves                                             | 6 0       | 7 65 |   |  |
| 2 | Colombia (bandiera) · Brasile (bandiera)                                          | Mariana Duque Mariño Ana-Clara Duarte                                             | 4 6       | 4 6  |   |  |
| 3 | Colombia (bandiera) · Brasile (bandiera)                                          | Catalina Castaño / Karen Castiblanco Ana-Clara Duarte / Roxane Vaisemberg         | 6 3       | 7 5  |   |  |

## Cile vs. Messico
| Cile 2 | Tenis Club Argentino, Buenos Aires, Argentina 4 febbraio 2011 Terra rossa outdoor | Tenis Club Argentino, Buenos Aires, Argentina 4 febbraio 2011 Terra rossa outdoor | Messico 1 |     |   |  |
| \| \| \| \| 1 \| 2 \| 3 \| \| \| - \| \| ---------------------------------------------------------------- \| --- \| --- \| - \| \| \| 1 \| \| Andrea Koch-Benvenuto Nazari Urbina \| 6 2 \| 6 3 \| \| \| \| 2 \| \| Camila Silva Ximena Hermoso \| 6 7 \| 4 6 \| \| \| \| 3 \| \| Andrea Koch-Benvenuto / Camila Silva Laila Abdala / Nadia Abdala \| 6 3 \| 6 3 \| \| \| |                                                                                   |                                                                                   |           |     |   |  |
| |                                                                                   |                                                                                   | 1         | 2   | 3 |  |
| 1 | Cile (bandiera) · Messico (bandiera)                                              | Andrea Koch-Benvenuto Nazari Urbina                                               | 6 2       | 6 3 |   |  |
| 2 | Cile (bandiera) · Messico (bandiera)                                              | Camila Silva Ximena Hermoso                                                       | 6 7       | 4 6 |   |  |
| 3 | Cile (bandiera) · Messico (bandiera)                                              | Andrea Koch-Benvenuto / Camila Silva Laila Abdala / Nadia Abdala                  | 6 3       | 6 3 |   |  |

## Verdetti
- Colombia ammessa al playoff per l'accesso agli spareggi per il Gruppo Mondiale II contro i vincitori del Pool A (l'Argentina).
- Cile e Messico condannate agli spareggi per evitare la retrocessione al Gruppo II della zona Americana, insieme alle ultime due in classifica del Pool A.